# トリオ・こいさんず
トリオ・こいさんずは日本の女性3人組コーラス・グループである。
1959年（昭和34年）6月、大阪松竹歌劇団（OSK）付属生徒養成所の同期生山口昇子、津村愛子、潮千砂の3人で結成された。
梅田のジャズ喫茶で歌っていたところ1960年、曽根崎町にあった渡辺プロダクション関西支社に見い出され、正式契約を交わし大阪色を前面に打ち出した「トリオ・こいさんず」と名付けられた。以後京阪地区を中心に歌手あるいはコミックリリーフ的な役者として活動の幅を広げ藤田まこととともに『ベルべあこがれのステージ』（毎日放送）のアシスタント役を務めたり藤山寛美らと松竹新喜劇に出演したほか、『ママのリクエスト』(読売テレビ)『こいさんといっしょに』(ラジオ関西)など週8本のラジオ・テレビ番組のレギュラーを持つに至った。またナベプロの先輩ザ・ピーナッツとともに映画『飛び出した女大名』(大映)にも出演した。
前出の『ベルべあこがれのステージ』（MBS以外にNETテレビ・九州朝日放送でも同時ネット放映）ではベルベ（亜細亜製薬）の生コマーシャルを担当、「ドン、ドン、ドン、あ、効いてきた」という名キャッチフレーズを放つ藤田まことの背後で「甘くて美味しいベルベ、チュチュチュ・・・・・・パパママ坊やに弟に妹、家じゅうみんなでベルベ、チュチュチュ」というCMソングを歌っていたが、この歌が「ベルベのうた」として視聴者に広く浸透、街中の薬店ではベルベの内服薬を買いに来た客が「チュチュの薬をくれ」と言うほどに宣伝効果を高めたが、全国に彼女らの存在を知らしめるにも大いに貢献した。

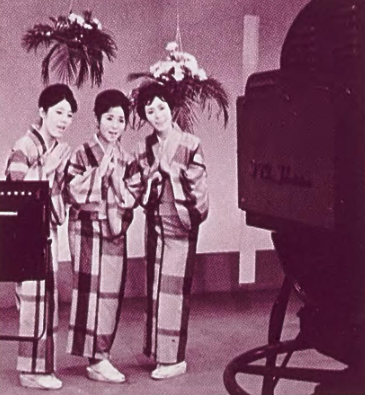
読売テレビ初のカラー制作番組『ユア・カラーショー』にも出演（1960年12月13日）

1961年「トリオこいさんずのLP」と「やんちゃこいさん/大阪三人娘」でレコードデビューを果たす。同年6月東京に移り、関西テレビ『一心茶助』収録で下阪する以外は東京を活動の拠点とした。
「アイコのすてきなリサイタル」(日本テレビ)、「平凡 歌のバースデーショー」(フジテレビ)や同年6月のナベプロ所属浜村淳が司会する日本レコード大賞受賞歌謡グランドショウ（毎日ホール）に出たり平尾昌晃らと映画に出演するなどして全国的な人気を築いた。
1962年に紅白歌合戦に初出場、翌1963年も出場し持ち歌の「イヤーかなわんわ」（岩谷時子作詞，宮川泰作曲）を歌った。「九州温泉センターの歌」「鬼怒川温泉ホテルの唄」などタイアップ曲も幾つか出した。
紅白落選となった1964年から人気は急降下し1968年に解散した。